# 泰娅·维利莱
泰娅·维利莱（芬蘭語：Tea Villilä，1991年4月16日—），芬兰女子冰球运动员，场上位置是后卫。她曾代表芬兰国家队参加2014年冬季奥林匹克运动会冰球比赛，获得第五名。